# 道森角
70°43′S 61°57′W / 70.717°S 61.950°W
道森角（英語：Dawson Head），是南極洲的海岬，位於帕爾默地東岸，處於萊爾克灣西北部，在1974年由美國地質調查局繪入地圖，現時由南極條約體系管理。